# Ladislav Stejskal (malíř)
Ladislav Stejskal (11. května 1910, Nymburk – 21. srpna 1983, tamtéž) byl český malíř a pedagog.

## Život
V letech 1929 až 1936 vystudoval malbu na ČVUT (u Oldřicha Blažíčka) a UMPRUM (u Karla Špillara a Arnošta Hofbauera). V roce 1936 složil aprobaci profesury kreslení. Byl středoškolským profesorem kreslení v Levicích a Praze a pedagogem učitelského ústavu ve Štubnianských Teplicích.

## Dílo
V letech 1941 až 1943 obesílal výstavy Spolku výtvarných umělců Mánes. V roce 1943 byl na výstavě Hosté Mánesa zastoupen olejem Zátiší s jablky a čtyřmi krajinami. Vystavoval od roku 1941, samostatně od roku 1960.